# Obelisc de São Paulo
L'Obelisc Mausoleu als Herois del 32, també conegut com l'Obelisc del Ibirapuera o l'Obelisc de São Paulo, és un monument funerari brasiler que es localitza a l'àrea del Parc del Ibirapuera - tot i que separat de la resta del parc per l'Avinguda Pedro Álvares Cabral - en el barri de la Vila Mariana, Centre-Sud de la ciutat de São Paulo.
Símbol de la Revolució Constitucionalista del 1932, l'obelisc és el major monument de la ciutat posseint un total de 72 metres d'altura. El monument va començar a ser construït en 1947 i va tenir la seva conclusió l'any de 1970, no obstant això la seva inauguració fou el dia 9 de juliol de 1955, un any després de l'obertura del Parc del Ibirapuera i del llançament del Monument a les Banderes. L'Obelisc és un projecte de l'escultor ítalo-brasiler Galileo Ugo Emendabili (8 de maig de 1898 - 14 de gener de 1974), que va arribar al Brasil el 1923, fugint del règim feixista vigent en Itàlia. Va ser fet en marbre travertí i la seva execució va ser confiada a l'enginyer alemany resident al Brasil, Ulrich Edler.
Creat pels consells estatal i municipal de preservació de patrimoni històric (CONDEPHAAT), el mausoléu de l'Obelisc abriga els cossos dels estudiants Martins, Miragaia, Dráusio i Camargo (el M.M.DC) - morts durant la Revolució de l'any de 1932 - i d'altres 713 excombatents. L'interior de l'Obelisc té forma de creu, on són trobats panells fets de mosaic venecià que representen el naixement, el sacrifici i la resurrecció de Jesús. A més d'això, podem trobar en la seva part interna un total de 800 urnes funeràries i tres capelles. El jardí que abriga el monument apunta cap a l'Avinguda 23 de maig, exactament la data en què els quatre estudiants revolucionaris van ser morts. Les restes mortals de Guillem de Almeida i Ibrahim de Almeida Nobre, excombatents i, respectivament, considerats com el poeta del 32 i el tribú del 32, es troben sepultats dins el mausoleu, així com els de Paulo Virgínio, considerat un màrtir del moviment.
L'Obelisc va tenir la seva reobertura el dia 9 de desembre de 2014, dotze anys després d'estar amb les portes tancades a causa d'una reforma. En l'entrada del monument, una sèrie d'arcs reben els visitants davant d'una llum baixa que produeix un to un tant ombrívol. Poemes i frases de l'escriptor Guillem de Almeida estan distribuïdes entre el lloc.

## Inscripcions
L'obelisc té inscripcions acompanyades d'icones en les seves quatre cares. Començant per la cara nord, seguint per la cara oest, sud, i finalment est. El poema escrit és text d'autoria de Guillem de Almeida, fet en homenatge als revolucionaris del 1932.

## Revolució Constitucionalista de 1932
El 1932, el Brasil era presidit per Getúlio Vargas que, des del cop d'estat ocorregut amb la Revolució del 1930, governava el país de forma discrecional, sense una Constitució Federal que delimités els poders del President o establís les articulacions entre els tres poders de la República. Sumat a això, tampoc hi havia Congrés Nacional, Assemblees legislatives o Ajuntaments. A més d'això, els estats federats van perdre gran part de l'autonomia que gaudien en la vigència de la Constitució del 1891, doncs Vargas nomenava interventors lleials al seu règim als estats federats, aliens a la realitat local i en la seva majoria militars vinculats al Club 3 d'octubre, que de tant en tant entraven en fricció amb els grups polítics dels respectius estats. La situació de São Paulo en el context nacional era una de les més crítiques, donada la contínua i creixent insatisfacció de la classe política i de la pròpia població en general amb la forma amb que Vargas tractava políticament amb l'estat.
Contraris a aquest règim, la població paulista va començar a protestar, el que va resultar en una sèrie de manifestacions, iniciada per aquella ocorreguda a la Plaça de la Seu el 25 de gener del 1932, data de l'aniversari de la ciutat de São Paulo, en que s'ajuntaren prop de 100.000 persones. Al llarg dels mesos següents la insatisfacció popular es va accentuar. En la nit del 23 de maig, durant una altra manifestació, un grup va intentar clausurar la seu del Partit Popular Paulista (exLliga Revolucionària), un grup polític-militar encapçalat per Miguel Costa, fundat després de la Revolució del 1930. Els membres de l'organització situats a aquell edifici, anticipant-se a l'assalt, van resistir per mitjà d'armes els manifestants es concentraren al lloc. Després dels trets, va haver-hi diversos ferits i morts, entre els quals, els noms de les persones que van donar origen les sigles MMDC: Martins, Miragaia, Dráusio i Camargo. La massacre ocorreguda el 23 de maig del 1932 va ser una de les raons que va precipitar l'esclat de l'aixecament el 9 de juliol d'aquell any contra el règim de Getúlio Vargas, l'objectiu del qual era tombar el règim i convocar noves eleccions per a l'Assemblea Constituent. Els quatre joves morts es van fer màrtirs de la causa Constitucionalista i la sigla derivada dels seus noms va representar l'organització civil i militar que va articular i va coordinar els esforços de guerra abans i durant l'aixecament.
El 1955, amb el Decret núm. 24.712 del Govern de l'Estat de São Paulo, les restes mortals dels quatre joves van ser traslladats al Monument Mausoleu al Soldat Constitucionalista del 1932, incloent també el de Paulo Virgílio, un altre màrtir de la causa. El 2011, amb la llei federal núm. 12.430, els noms dels quatre joves van ser inscrits en el Llibre dels Herois de la Pàtria, la localització de la qual és en el Panteão de la Pàtria i de la Llibertat Tancredo Neves, a Brasília.

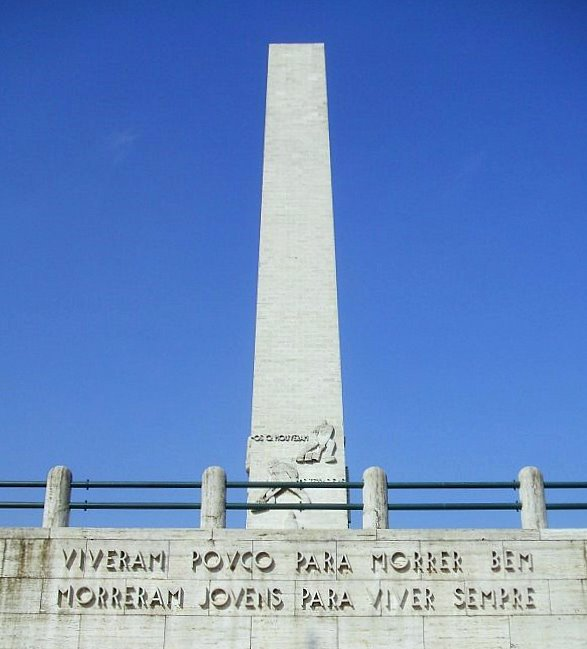
Detall de la inscripció feta a la base de l'Obelisc.
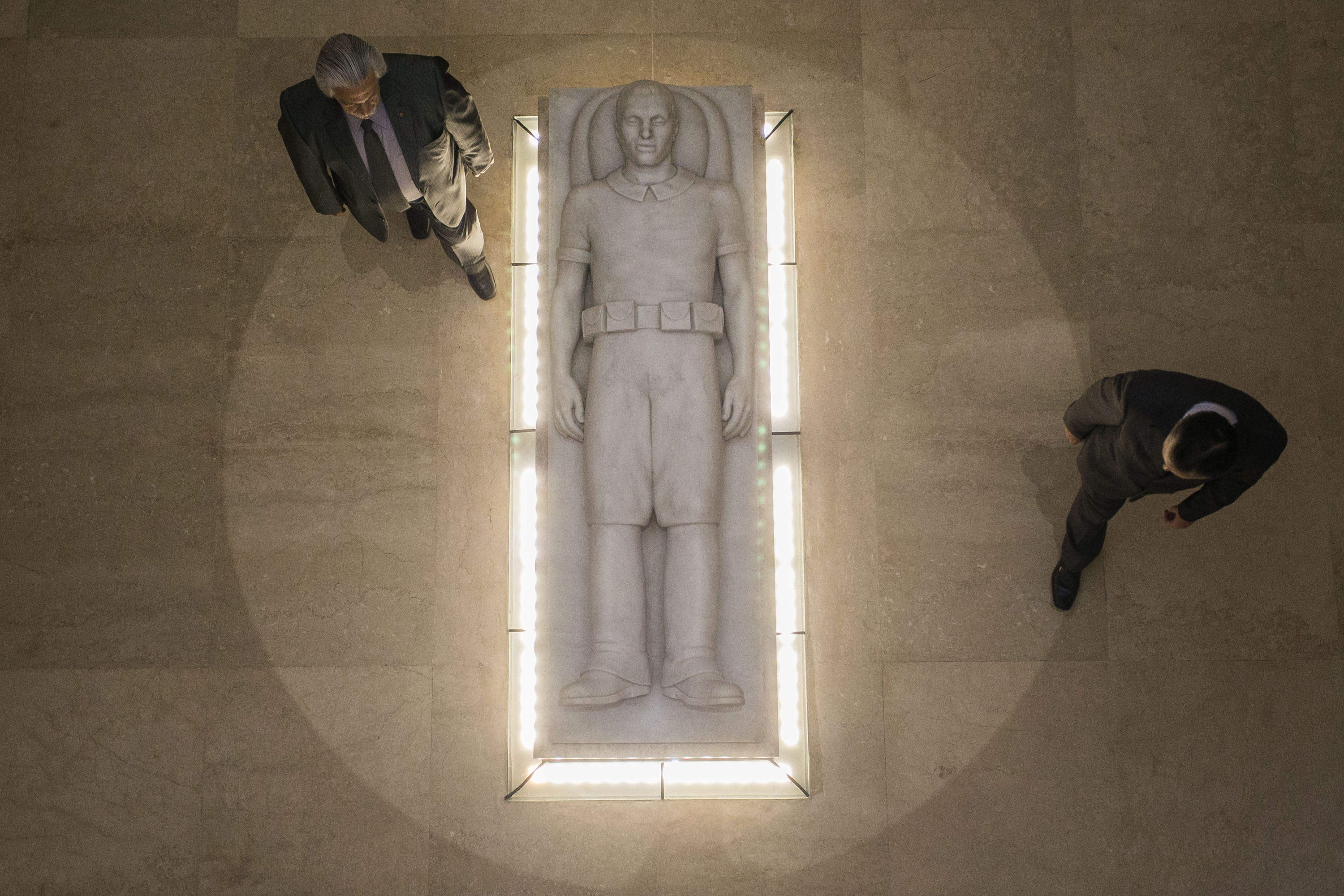
Mausoleu al Soldat Constitucionalista del 1932 a l'interior del monument